# Adama Niane (acteur)
Pour les articles homonymes, voir Adama Niane.
Adama Niane de son nom complet Adama Samba Niane, est un acteur français, né le 23 août 1966 dans le 18e arrondissement de Paris (Seine), et mort le 28 janvier 2023 dans le même arrondissement de la même ville,.

## Biographie
Adama Samba Niane naît le 23 août 1966 dans le 18e arrondissement de Paris d'un père sénégalais, Mahtar Niane, ouvrier électricien, et d'une mère aide-soignante d’origine antillaise, Jeanne Legros.
Il grandit dans le quartier parisien du Marais et suit sa scolarité au lycée Sophie-Germain, situé dans le 4e arrondissement de Paris. Il est diplômé de l'Institut d’études théâtrales de Paris III avant de suivre une formation théâtrale  auprès de Philippe Duclos aux Ateliers du TGP (Ateliers Gérard Philipe). Dès la fin des années 1980, il se produit régulièrement sur scène dans des pièces d'Alfred de Musset, Marivaux, Bernard-Marie Koltès ou Jean-Luc Lagarce.
Il apparaît fréquemment dans des séries télévisées et décroche des rôles récurrents dans Mystère, PJ et Panthers. Il se fait connaitre des téléspectateurs en interprétant l'avocat Sébastien Sangha dans une quarantaine d'épisodes de  Plus belle la vie.
Après quelques petits rôles au cinéma, Adama Niane décroche celui du tueur en série Guy Georges, dans L'Affaire SK1 réalisé par Frédéric Tellier, puis il rejoint Djedje Apali et Ériq Ebouaney dans le gang des Antillais de Jean-Claude Barny.

### Vie privée
Il a un fils né en 2007 de sa liaison de 18 ans avec Aurèlie Baesjou.

### Mort
Adama Niane meurt le 28 janvier 2023 à l'hôpital Bichat, situé dans le 18e arrondissement de Paris, où il est né et résidait au moment de sa mort, à l'âge de 56 ans, des suites d'un cancer rare et agressif de l’urètre qui s’est généralisé, il repose au cimetière parisien de Pantin,,,. L'annonce est faite par sa famille,.

### Hommages et Réactions
Après l’annonce de la disparition d’Adama Niane, plusieurs personnalités du monde artistique ont salué la mémoire de l’acteur.
- Olivier Abbou, réalisateur et scénariste ayant collaboré avec lui sur les séries Furie et Maroni, les fantômes du fleuve, a déclaré : « Il était engagé, entier, talentueux, puissant. Il a été mon héros, un ami, un complice »[14].

- Omar Sy, son partenaire dans la série Lupin, a écrit sur Twitter : « Immense acteur au côté duquel j’ai eu la chance et le plaisir de jouer. Un homme d’une bienveillance rare… Que son âme repose en paix »[14],[15].

- Nadège Beausson-Diagne, actrice de Plus belle la vie, a exprimé sa tristesse sur Twitter : « Un grand acteur part aujourd’hui. Pas de mots. Tristesse infinie »[14].

- David Baiot, son partenaire dans Plus belle la vie, a partagé : « Ce sublime acteur, qui a été mon grand frère à l’écran et bien plus encore, a marqué ma carrière par sa bienveillance dont il a fait preuve à mon égard quand je débutais… »[14].

- D'autres personnalités, telles que les actrices Alice Belaïdi et Charlotte Gaccio ou encore la chanteuse Princess Erika, ont également publié des messages sur Instagram en hommage à l’acteur[14].

## Filmographie

### Cinéma

#### Longs métrages
- 1996 : Mo' d'Yves-Noel François : Zeck
- 2000 : Baise-moi de Virginie Despentes et Coralie : le garçon du billard
- 2008 : 35 Rhums de Claire Denis
- 2014 : L'Affaire SK1 de Frédéric Tellier : Guy Georges
- 2016 : Le Gang des Antillais de Jean-Claude Barny : Molokoy
- 2019 : Perdrix d'Erwan Le Duc
- 2019 : Furie d'Olivier Abbou
- 2020 : Felicità de Bruno Merle

#### Court métrage
- 2005 : Dossier Caroline Karsen de Bernard Rosselli

### Télévision

#### Téléfilms
- 1993 : Gabriel de Mounir Dridi : Gabriel
- 2000 : Suite en ré de Christian Faure : Merlin
- 2003 : Ambre a disparu de Denys Granier-Deferre : Jules Survelor
- 2017 : Imposture de Julien Despaux : Charles Meyer
- 2018 : La Promesse de l'eau de Christian Faure

#### Séries télévisées
- 1992 : Commissaire Moulin, épisode Non-assistance à personne en danger de Franck Apprederis : Airline
- 1993 : Antoine Rives, juge du terrorisme, épisode L'affaire Sauer-Krabbe de Philippe Lefebvre : un policier de la D.S.T.
- 2001 : Julie Lescaut, épisode Le Secret de Julie d'Alain Wermus : le pianiste
- 2003 : Frank Riva, épisode La Croix étoilée de Patrick Jamain : le barman du Hustler
- 2007 : Mystère, 12 épisodes de 52 minutes de Didier Albert : Paolo Bruni
- 2009 : PJ, 4 épisodes : Lorenzo Dantzer 
  - Le Flag de Pascal Heylbroeck
  - Le Deal de Pascal Heylbroeck
  - Règlement de comptes de Thierry Petit
  - Le Choc de Thierry Petit
- 2009 : Plus belle la vie, 42 épisodes : Sébastien Sangha
- 2009-2010 : Boulevard du Palais, 2 épisodes de Thierry Petit
  - 2009 : Jeu de massacre : le flic du commissariat
  - 2010 : Trop jeune pour toi : Omar
- 2011 : Flics, épisode Levée d'écrou de Thierry Petit : Adjoint Tordjman
- 2015 : Panthers, 5 épisodes de Johan Renck : Nadim
  - The Animal
  - White Knight
  - Chimeras
  - Serpent's Kiss
  - Angel of Death
- 2016 : Chefs d'Arnaud Malherbe et Marion Festraëts : Victor
- 2016-2021 : Sam de Valérie Guignabodet : Issa, le professeur de mathématiques (saisons 1, 3, 4 et 5)
- 2016 : Braquo, saison 4, épisodes de Hervé Palud et Frédéric Jardin : Gil Rénia
- 2017 : La Mante d'Alexandre Laurent : Agent Stern
- 2018 : Maroni, les fantômes du fleuve d'Olivier Abbou : Joseph Dialo
- 2019 : Prise au piège de Karim Ouaret : Père Fatou
- 2020 : Dérapages de Ziad Doueiri : David Fontana
- 2021 : Lupin : Léonard
- 2021 : Alex Hugo de Pierre Isoard, épisode : La Fille de l'hiver : Frère Frédéric
- 2021 : L'Île aux trente cercueils de Frédéric Mermoud : Yannick Lantry

## Théâtre

### Comédien
- 1989 : Fantasio d'Alfred de Musset, mise en scène Richard Bean, Printemps des comédiens, Théâtre Rutebeuf de Clichy
- 1990 : La Fausse Suivante de Marivaux, mise en scène Pascal Jouan, Cité Universitaire de Paris
- 1991-1992 : Gauche uppercut de Joël Jouanneau, mise en scène Stéphanie Loïk, à Théâtre populaire de Lorraine, Théâtre de la Commune Pandora d'Aubervilliers
- 1997-1998 : Quai Ouest de Bernard-Marie Koltès, mise en scène Élisabeth Chailloux, Théâtre des Quartiers d'Ivry
- 1998 : Europe de David Greig, en scène Stéphanie Loïk, Théâtre populaire de Lorraine
- 1999 : Ambulance de Gregory Motton, mise en scène Jean-Pierre Brière
- 2001-2002 : Le Pays lointain de Jean-Luc Lagarce, mise en scène François Rancillac, Théâtre de la Tempête, Festival IN d'Avignon, Théâtre Paris-Villette, Théâtre national de Toulouse, TNB
- 2003 : Combats de possédés de Laurent Gaudé, mise en scène Patrick Sueur, à Château-Gontier
- 2003-2006 : Mais où vole-t-elle d'après La Lettre volée d'Edgar Allan Poe, adaptation et mise en scène Martine Fontanille, en tournée